# Elmsdale
Elmsdale est une communauté rurale situé dans l'ouest du comté de Prince de l'Île-du-Prince-Édouard, Canada, au nord-ouest d'Alberton.

## Histoire

### Le nom
Elmsdale a débuté quand le chemin Great Western et le chemin Dock furent créés. L'arpentage des fermes le long du chemin Dock a commencé en 1841. Quand il croisât le chemin Great Western créant un carrefour, James Reid appartenait le terrain où le stationnement de l'église Nazarene est maintenant. La communauté qui se forma rapidement à l'intersection fut appelé Reid's Corner.
En 1865, John Adams et sa famille ont déménagé à cet endroit. Reid est décédé en 1866. Jusqu'en 1872, la communauté s'appela Adams' Corner, mais quelquefois, les gens référaient à l'endroit comme Reid's Corner. 
Quand le chemin de fer fut arpenté à travers le Lot 4, la communauté fut référée comme Reid's ou Adams' Corner. Depuis que la station était près de l'intersection du chemin Dock, la communauté fut appelée Dock Road Station entre 1872 et 1875. Les résidents n'étaient pas satisfaits de ce nom et ils se rencontrèrent pour le changer. Le nom Elmsdale fut utilisé pour la première fois en 1868, mais fut accepté d'une manière constante qu'en 1875.

### Industrialisation
Pour plusieurs années, Elmsdale était une petite colonie coincé entre Campbellton et Alberton. 
À mesure que la communauté devint un centre industriel, les gens bâtirent des maisons près de leur endroit de travail, ainsi que des églises. Ils étaient les presbytériens et l'Armée du salut.

### Elmsdale West et Brockton
Plus loin sur le chemin Dock, deux autres communautés furent créées, Elmsdale West et Brockton. Elmsdale West continue d'être une communauté agricole. Brockton fut conçu à l'intersection des chemins Trainor et Dock et fut appelé au début comme Dock Road Settlement. L'église Ste Bernadette (église catholique) fut construite en 1929 à Brockton.
Comme Elmsdale grossit, plus de chemins furent construits, créant une toile d'araignées de routes. Certains chemins sont le chemin Butcher, le chemin Wells, le chemin Warren, le chemin Murray, le chemin Old Tom, le chemin O'Brien et d'autres.

## Églises
Elmsdale a deux églises :
- Elmsdale (Église de Nazarene)
- Elmsdale (Église unie du Canada)